# فلوران بيرير
فلوران بيرير (بالفرنسية: Florent Perrier)‏ هو متسلق جبال تزلج ‏ فرنسي، ولد في 26 يونيو 1973 في ألبيرفيل في فرنسا.